# Byggdomsfäbodtjärnen
Byggdomsfäbodtjärnen är en sjö i Örnsköldsviks kommun i Ångermanland och ingår i Idbyåns huvudavrinningsområde.